# Saguinus niger
Il tamarino nero (Saguinus niger E. Géoffroy, 1803) è un primate platirrino della famiglia dei Callitricidi.
Veniva un tempo considerato una sottospecie di Saguinus midas (S. midas niger): è infatti assai simile, sia anatomicamente che comportamentalmente, a quest'ultima specie, dalla quale in effetti si differenzia (a livello macroscopico) solamente per la mancanza dei caratteristici "guanti" gialli o rossicci, che lasciano il posto a una colorazione nera uniforme su tutto il corpo.
Vive nella zona a sud della foce del Rio delle Amazzoni, fra i fiumi Xingu e Tocantins, colonizzando anche la parte sud-occidentale dell'isola di Marajó.